# Friedrich Steinhauer
Friedrich Steinhauer (* 6. Juni 1933 in Luxemburg; † 12. Februar 2019 in Berlin), auch bekannt als „Nachtigall von Ramersdorf“, war ein deutscher Schauspieler und Sänger.

## Leben
Nachdem er bereits mit sieben Jahren als Sänger in Lokalen aufgetreten war, gewann Friedrich Steinhauer im Alter von zehn Jahren einen Kindergesangswettbewerb mit dem Lied Mariandl. Nach seinem Schulabschluss nahm er in Berlin Schauspielunterricht und spielte danach unter anderem am Theater an der Brienner Straße und am Bayerischen Staatsschauspiel in München.
Steinhauer begann seine musikalische Karriere zusammen mit dem Sänger Georg Ringsgwandl. Er fiel durch seine außergewöhnlich hohe Stimme auf, die ihm auch seinen Spitznamen Die Nachtigall von Ramersdorf einbrachte. Bekannt wurde er vor allem durch Nebenrollen in Filmen der Regisseure Rosa von Praunheim und Alexander Kluge, sowie als Sänger in Kneipen, zuerst in München, dann in Berlin, wohin er auf Betreiben von Rosa von Praunheim gezogen war. Als Sänger interpretierte er vor allem Lieder von Zarah Leander.
Friedrich Steinhauer war fast 20 Jahre vor seinem Tod nahezu erblindet und ein Pflegefall geworden.
Von Praunheim entwickelte mit Steinhauer 1986 das Hörspiel Die Nachtigall oder der grausame Sohn. Im Jahr 2020 verfilmte von Praunheim das Hörspiel unter demselben Titel mit dem Theaterschauspieler Hubert Wild in der Hauptrolle. Der Improvisationsfilm feierte 2021 seine Uraufführung bei den Hofer Filmtagen.

## Filmografie (Auswahl)
- 1976 – Herz aus Glas
- 1977 – Bierkampf
- 1980 – Flitterwochen
- 1980 – Keiner hat das Pferd geküßt
- 1981 – Wie die Weltmeister
- 1981 – Heute spielen wir den Boß – Wo geht’s denn hier zum Film?
- 1982 – Nach Wienerwald
- 1983 – Die Macht der Gefühle
- 1984 – Horror Vacui
- 1984 – Der Biß
- 1987 – Anita – Tänze des Lasters
- 1995 – Neurosia